# 汴塘镇
汴塘镇，是中华人民共和国江苏省徐州市贾汪区下辖的一个乡镇级行政单位。

## 行政区划
汴塘镇下辖以下地区：
茸山村、凤楼村、汴东村、汴西村、影山村、北吕村、北元村、河泉村、朱古村、马头村、孟省村、新集村、芦山村、高庄村、阚山村、榴园村和沿河村。